# 西平賀雄
西平 賀雄（にしひら がゆう、1947年〈昭和22年〉8月16日 - ）は、日本の政治家。元沖縄県糸満市長（2期）。

## 経歴
沖縄県出身。沖縄大学第二部法学部卒。1972年〈昭和47年〉糸満市役所に入る。教育委員会教育部長、総務部長、参事監などを務める。
2004年〈平成16年〉の糸満市長選挙に立候補し現職の山里朝盛を破って、初当選する。糸満市長は1期務め、2008年〈平成20年〉の市長選挙で再選を目指したが、元糸満市職員の上原裕常に敗れた。